# Contea di Kondinin
La contea di Kondinin è una delle 43 local government areas che si trovano nella regione di Wheatbelt, in Australia Occidentale. Essa si estende su di una superficie di circa 7.376 chilometri quadrati ed ha una popolazione di 968 abitanti.